# 房東妹子思春期！
《房東妹子思春期！》（日語：大家さんは思春期！）是水瀨瑠瑠羽以四格漫畫形式發表的日本漫畫作品，於芳文社的雜誌《Manga Time》、《Manga Time Family》、《Manga Time Special》和《Manga Time Original》連載。全12話電視動畫於2016年1月10日至3月27日播放。

## 概要
因為就職而開始獨居生活的前田，在居住的公寓和中學生房東與房客所度過的日常生活。

## 登場角色

### 主要登場角色
里中千惠（聲：久保百合花）
住在101號房。公寓的房東，中學一年級生。不論早上到晚上，週日或周末都穿著校服，本人解釋這令她感到安心和專心。雖然只是舊校服，但本人十分珍惜。
多次提出並進入前田的房間，理由包括教他煮菜和保護她，但本人並未發現前田的不知所措和白井麗子對二人獨處的擔心。
雖然平日十分和順，但對著同級生時也可以變得強硬。
前田（聲：近藤隆）
住在203號房。上班族，全名不詳。23歲。由於就職的因素搬進千惠的公寓。
千惠是第一個進入他房間的女生。對「可愛的房東」提出進入他的房間的行為，感到不知所措。雖然曾有非分之想，但在她純潔的笑容前感到非常內疚。
曾因千惠無惡意地説他是爸爸般的人，即自己是大叔，而受到打擊。
早上與千惠跟麗子打招呼而招致路上的學生和上班族投以嫉妒的眼光。
白井麗子（聲：生天目仁美）
住在204號房。很疼愛千惠的女性，職業是酒吧的女招待。
曾表示自己喜歡年紀大的有錢人。
熊川
住在104號房，少女向的輕小說作家，在少女小說的世界很有名氣。
千代
前代房東，千惠的祖母。總是穿著和服。
擁有「傳說的廚師」、「指尖的魔術師」等稱呼。

### 千惠的朋友
植野真由（聲：木戶衣吹）
跟千惠一起吃便當後，跟千惠交情變好的好友。獨生女。體育委員。
沒有參加社團，但是有加入料理同好會。有學習插花、茶道、書法與舞蹈，並擅長唱歌。
宮村雪（聲：山崎惠理）
最初邀請總是獨自行動的千惠一起吃便當的同學。
網球社、料理同好會成員。小學生開始就為了胸部發育而煩惱。愛操心並喜歡可愛的東西。
有兩個弟弟。
森明日香（聲：中島由貴）
田徑社、料理同好會成員。運動神經超群且喜歡戀愛話題。
普遍戴著眼鏡，但當進行社團活動摘下眼鏡時的長相會讓人完全認不出來。
金本櫻（聲：和田京子）
男子排球社的經紀人，並加入料理同好會。擅於繪畫。喜歡漫畫、照顧人。體形豐腴。

### 千惠的同學
佐佐木健吾（聲：小林沙苗）
喜歡千惠的男學生，曾在公寓附近徘徊而被當成可疑人物。因為跟蹤千惠到家門前，所以表白到一半就被狠狠拒絕。
瀧澤瑠衣
對自己的美貌很有自信的女學生，把在男女間人氣都很高的千惠當成勁敵。

## 單行本
《房東妹子思春期！》是水瀨瑠瑠羽以四格漫畫形式發表的日本漫畫作品，於芳文社的雜誌《Manga Time》2012年6月號開始連載，同時也在同社的雜誌《Manga Time Family》2014年2月號開始進行連載至2018年5月號，於《Family》的連載在該雜誌休刊後移籍至《Manga Time Special》於2018年6月號開始連載至2019年12月號後，再次因雜誌休刊移籍至《Manga Time Original》，於2020年1月號開始連載。17本單行本已經發售，為《Manga Time Comics》叢書系列。
| 卷數 | 芳文社        | 芳文社                 |
| 卷數 | 初版發售日期  | ISBN                   |
| ---- | ------------- | ---------------------- |
| 1    | 2013年10月7日 | ISBN 978-4-8322-5235-6 |
| 2    | 2014年3月6日  | ISBN 978-4-8322-5272-1 |
| 3    | 2014年8月7日  | ISBN 978-4-8322-5311-7 |
| 4    | 2015年5月7日  | ISBN 978-4-8322-5381-0 |
| 5    | 2016年1月7日  | ISBN 978-4-8322-5448-0 |
| 6    | 2016年9月7日  | ISBN 978-4-8322-5513-5 |
| 7    | 2017年5月6日  | ISBN 978-4-8322-5586-9 |
| 8    | 2017年11月7日 | ISBN 978-4-8322-5638-5 |
| 9    | 2018年8月7日  | ISBN 978-4-8322-5706-1 |
| 10   | 2019年3月7日  | ISBN 978-4-8322-5744-3 |
| 11   | 2019年10月7日 | ISBN 978-4-8322-5765-8 |
| 12   | 2020年6月4日  | ISBN 978-4-8322-5792-4 |
| 13   | 2020年11月6日 | ISBN 978-4-8322-5809-9 |
| 14   | 2021年8月5日  | ISBN 978-4-8322-5836-5 |
| 15   | 2022年6月7日  | ISBN 978-4-8322-5869-3 |
| 16   | 223年2月7日   | ISBN 978-4-8322-5891-4 |
| 17   | 2023年11月7日 | ISBN 978-4-8322-5919-5 |
| 18   | 2024年8月6日  | ISBN 978-4-8322-5948-5 |
| 19   | 2025年3月6日  | ISBN 978-4-8322-5970-6 |

## 電視動畫
2015年9月發表改編動畫的消息，之後在《Manga Time》2016年1月號公布電視動畫于2016年1月10日開始播放。2016年1月10日由TOKYO MX、SUN電視台首播。
房東里中千惠聲優是由擔任《LoveLive!》角色小泉花陽聲優的久保百合花擔任。動畫由Seven Arcs Pictures製作。監督是小川優樹，角色設計、總作畫監督由清水厚貴擔任。主題曲《Shining Sky》由高中生木戶衣吹及山崎惠理組成的「every♥ing!」演唱。

### 製作人員
- 監督：小川優樹
- 角色設計、總作畫監督：清水厚貴
- 美術監督：海津利子
- 色彩設計：大西峰代
- 摄影監督：後藤真美
- 音響監督：川添憲五
- 音樂：Arte Refact
- 音樂製作：Bilibili
- Produce（日语：プロデュース）：Genco（日语：ジェンコ）
- 動畫製作：Seven Arcs Pictures
- 製作：制作委员会青春期

参考来源：

### 主題曲
「Shining Sky」
作詞、作曲：IMAKISASA，編曲：APAZZI，主唱：every♥ing!

### 各話列表
| 話數 | 日文標題 | 中文標題           | 劇本       | 分鏡     | 演出     | 作畫監督 |
| ---- | -------- | ------------------ | ---------- | -------- | -------- | -------- |
| 01話 |          | 房東是女孩子！     | 阿久津奈奈 | 小川優樹 | 小川優樹 | 清水厚貴 |
| 02話 |          | 房東擅長打理家事！ | 阿久津奈奈 | 小川優樹 | 小川優樹 | 清水厚貴 |
| 03話 |          | 房東沒有自覺？     | 阿久津奈奈 | 小川優樹 | 小川優樹 | 清水厚貴 |
| 04話 |          | 房東喜歡照顧人！   | 阿久津奈奈 | 小川優樹 | 小川優樹 | 清水厚貴 |
| 05話 |          | 房東喜歡獨自一人？ | 阿久津奈奈 | 小川優樹 | 小川優樹 | 清水厚貴 |
| 06話 |          | 房東受到矚目！     | 阿久津奈奈 | 小川優樹 | 小川優樹 | 清水厚貴 |
| 07話 |          | 房東是廚師！       | 阿久津奈奈 | 小川優樹 | 小川優樹 | 清水厚貴 |
| 08話 |          | 房東去澡堂！       | 阿久津奈奈 | 小川優樹 | 小川優樹 | 清水厚貴 |
| 09話 |          | 房東是怪人？       | 阿久津奈奈 | 小川優樹 | 小川優樹 | 清水厚貴 |
| 10話 |          | 房東成長中？       | 阿久津奈奈 | 小川優樹 | 小川優樹 | 清水厚貴 |
| 11話 |          | 房東有眼光！       | 阿久津奈奈 | 小川優樹 | 小川優樹 | 清水厚貴 |
| 12話 |          | 房東果然…！        | 阿久津奈奈 | 小川優樹 | 小川優樹 | 清水厚貴 |

### BD/DVD
- BD：2016年4月27日、全12話、CABD-12
- DVD：2016年4月27日、全12話、CADD-0012

## 外部連結
- 電視動畫「房東妹子思春期！」官方網站 （页面存档备份，存于）（日語）
- 電視動畫「房東妹子思春期！」的X（前Twitter）（日語）